# Śarira
Śarira (trl. śarīra „ciało”) – termin hinduistycznej fizjologii mistycznej, oznaczający jedno z ciał żyjącego człowieka. Śarira według filozofii njaji zawiera w sobie zmysły oraz indyjskie tzw. przedmioty zmysłów i przedmioty ruchu.

## Źródłosłów
Znaczenie słowa śarīra to ciało, ale w sensie innym niż opozycja ciało-kości (gdzie właściwym terminem na ciało jest māmsa).
Podział kompleksu wehikułów jaźni na ciała typu śarira, odnosi się do sanskryckiego rdzenia śri o znaczeniu rozpadać się.
Liczby mnoga od słowa śarīra przyjmuje postać śarīraṇi. Wyraz ten oznacza szczątki lub kości.
Natomiast śaririn to termin określający istotę wcieloną.

## Trzy ciała
- Filozofia indyjska tradycyjnie[5] agregat powłok okrywający dusze, dzieli na trzy ciała:

1. sthulaśarira
2. lingaśarira (sukszmaśarira)
3. karanaśarira

- Powłoki te powstają z przemian prakrytiśakti, stąd ciało dźiwy nazywane jest indywidualną prakryti[6].

## Cztery ciała
- Subtelniejszym od trzech ciał, jest ciało Iśwary, powstałe wyłącznie z guny sattwa[7]. Czwarte ciało, turijaśarira, bywa nazywane ciałem ponadprzyczynowym[8] i ciałem stanu transcendentalnego[9].

## Pięć ciał
Abhinawaguptapada rozróżnił pięć ciał człowieka, jako tworów energetycznych
równoważnych pięciu poziomom rozwoju świadomości wyznawcy:
1. ciało fizyczne
2. ciało praniczne (pranaśarira)
3. ciało ośmioelementowe (purjasztaka)
4. ciało wewnętrznej świadomości
5. ciało stanu turija (turijaśarira)[11]

Inne ujęcie nauk Abhinawaguptapady:
1. ciało grube
2. ciało praniczne
3. ciało przyczynowe
4. ciało uczynione z boskiej energii
5. ciało wibracji

## Inne ciała
- drydhaśarira – ciało trwałe (odporne na zewnętrzne czynniki), osiągane przez mistrzów hathajogi[12].
- taidźasasarira (taijasaśarīra) - ciało ogniste[13].
- wajawjaśarira  (vāyavyaśarīra) - ciało powietrzne[14].